# 曾文神社
23°11′22″N 120°15′54″E / 23.189423°N 120.264970°E
曾文神社為台灣日治時期位於臺南州曾文郡麻豆街的神社，設立於1938年。原址位於臺灣臺南市麻豆區曾文農工東側，現為民宅及農地，但仍可見昔日神社之中軸線。

## 介紹
曾文神社的設立係於1936年6月由有志之士組成建設委員會以籌設，曾文神社的土地位置於同年9月確定，其位於麻豆街東北方，神社南側入口與麻豆番子田道（今忠孝路）連接。曾文神社於1937年4月動工，1938年3月18日舉行神殿祭，19日舉行鎮座祭落成，20日舉行奉告祭。其社格原為無格社，後於1944年5月28日升格為鄉社。祭神為開拓三神（大國魂命、大己貴命、少彥名命）及北白川宮能久親王，例祭日為10月28日。曾文神社之建設費為87,512圓，神社內苑面積8,448坪，外苑面積9,227坪。為慶祝神社落成，於1938年3月20日在曾文神社外苑舉行小、公學校兒童運動會，弓道、相撲，軟式棒球、在麻豆公會堂的祝賀會等活動，以及在麻豆市街的旗幟遊行、化妝遊行、提燈遊行、兒童樽御輿（神轎）遊行。於21日，則有在神社內苑的劍道、盆栽供奉，插花展示，及煙火等活動。曾文神社為曾文郡下社格最大之神社，其還負責管理曾文郡下兩處末社─六甲神社與下營神社。
二戰後，曾文神社最初作為麻豆鎮中山公園，在1949年國民政府遷台後，中山公園由軍方佔用，神社社務所在後來則設置國防部情報台（今警察廣播電臺臺南分臺），神社之其他土地現則為民宅及農地。

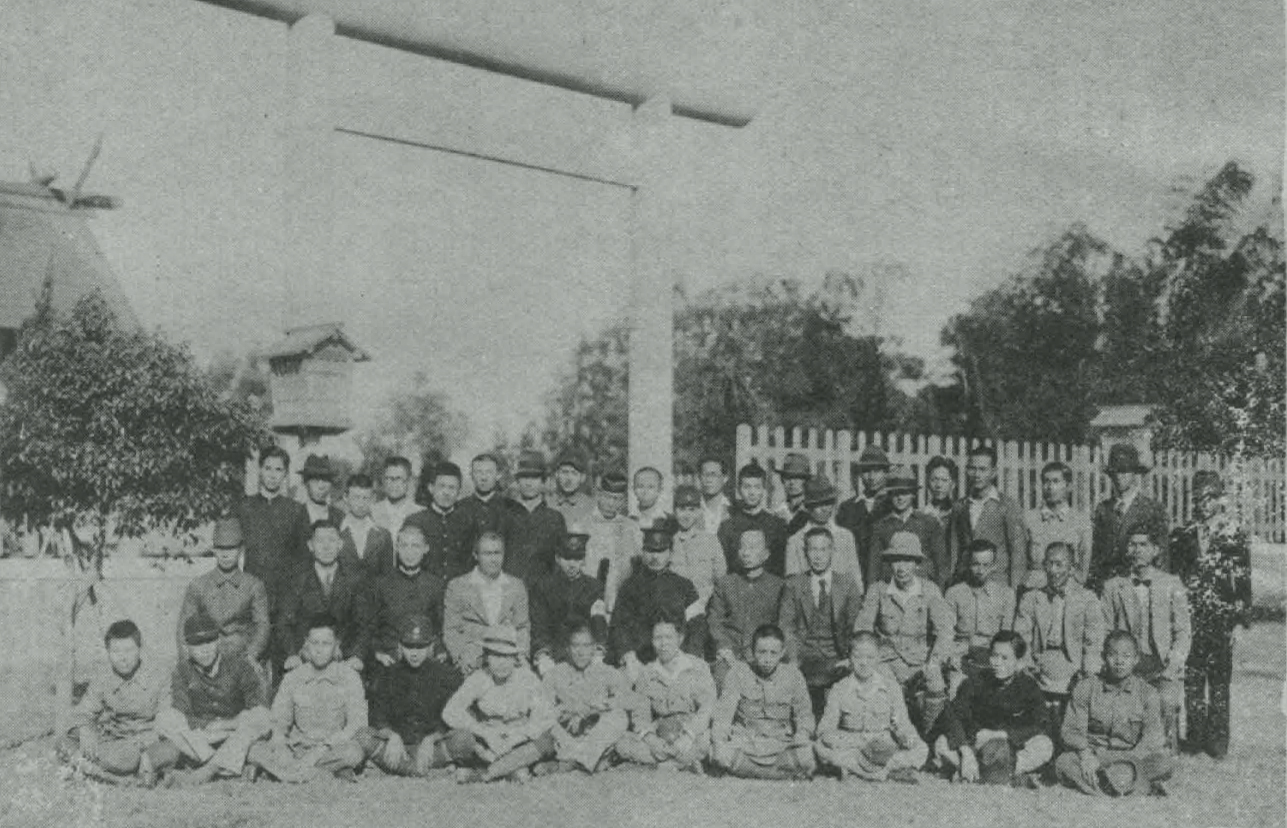
曾文神社參拜合影

## 社掌
曾文神社自設立至終戰之社掌為「真杉千里」，其亦同時擔任水上庄南靖神社之社掌。另外，真杉千里的女兒真杉靜枝為日本小說家，其在部分作品中提到的家中神社應為曾文神社。